# 班福德-史蒂文斯反应
Bamford–Stevens反应（班福德-史蒂芬斯反应）
醛或酮的对甲苯磺酰腙用强碱处理时，发生消除生成烯烃。
反应以英国化学家 William Randall Bamford 和苏格兰化学家 Thomas Stevens Stevens (1900-2000) 的名字命名。
反应在非质子溶剂中进行时主要生成 Z 型烯烃。在质子溶剂中进行时生成 E 型和 Z 型烯烃的混合物。
如果用有机锂试剂作碱，则称为Shapiro反应，产物同样是烯烃，但反应机理与 Bamford–Stevens 反应不同。
用于从酮制取烯烃。α,β-不饱和醛的 Bamford–Stevens 反应可得环丙烯。环状二酮经过反应则可得到环炔。

## 反应机理
经过重氮化合物 (3)中间体。它可以被分离出来，因此这个反应也用于重氮化合物的制备。
(1) 在质子溶剂中，重氮化合物发生质子化，并放出氮气，生成碳正离子 (5)，后消除质子，得到烯烃。
(2) 在非质子溶剂中，重氮化合物放出氮气，生成卡宾 (7)，然后 1,2-氢迁移得到烯烃。